# Boman Iráni
Boman Iráni (Mumbai, India, 1962. október 1. –) indiai filmszínész.
Első bollywoodi filmje a Josh volt 2000-ben. A Munna Bhai M.B.B.S.-sel vált ismertté ahol  dr. J.C. Asthana-t játszotta. Fontosabb szerepei: Main Hoon Na,  Waqt: The Race Against Time, Lakszja és Vír-zára.

## Filmjei
| év   | film                          | szerep                     | megjegyzés |
| ---- | ----------------------------- | -------------------------- | ---------- |
| 2006 | Durbar                        |                            |            |
| 2006 | Honeymoon Travels Pvt. Ltd.   |                            |            |
| 2006 | Eklavya: The Royal Guard      | Rana                       |            |
| 2006 | Don - The Chase Begins Again  | DSP DeSilva/Vardhaan       |            |
| 2006 | Lage Raho Munna Bhai          | Lucky Singh                |            |
| 2006 | Yun Hota To Kya Hota          |                            |            |
| 2006 | Pyare Mohan                   | Tony                       |            |
| 2006 | Khosla Ka Ghosla              | Khurana                    |            |
| 2006 | Shaadi Se Pehle               | Ashish's Doc               |            |
| 2006 | Being Cyrus                   | Farokh Sethna              |            |
| 2005 | Bluffmaster                   | Dr. Bhalerao               |            |
| 2005 | Kal: Yesterday and Tomorrow   | Yeshwantrao Dayal          |            |
| 2005 | Home Delivery: Aapko…Ghar Tak | Santa Claus                |            |
| 2005 | Maine Gandhi Ko Nahin Mara    | Public Prosecutor          |            |
| 2005 | No Entry                      | Minister P.J. Gupta        |            |
| 2005 | My Wife's Murder              | Inspector Tejpal Randhawa  |            |
| 2005 | Waqt: The Race Against Time   | Natu                       |            |
| 2005 | Page 3                        | Deepak Suri                |            |
| 2004 | Vír-zára                      | Jahangir Hayaat Khan       |            |
| 2004 | Lakshya                       | Mr. Shergill (Karan's dad) |            |
| 2004 | Main Hoon Na                  | Principal                  |            |
| 2003 | Munnabhai M.B.B.S.            | Dr. J. C. Asthana          |            |
| 2003 | Darna Mana Hai                | Hotel owner                |            |
| 2002 | Let's Talk                    | Nikhil                     |            |
| 2001 | Everybody Says I'm Fine!      | Mr. Mittal                 |            |
| 2000 | Josh                          | D'Mello                    |            |